# Peno Alnovo
Peno Alnovo (bürgl. Name Osvald Madisson, russisch Освальд Антонович Мадиссон, anderes Pseudonym Madis Lepik, * 8. Märzjul. / 21. März 1902greg. Narva; † 11. November 1937 in Leningrad) war ein estnischer Dichter.

## Leben und Werk
Peno Alnovo entstammte einer Arbeiterfamilie und besuchte die Fabrikschule, ab 1919 arbeitete er als Hilfslokführer in Kohtla-Järve. 1921 trat er in die Kommunistische Partei Estlands ein, im nächsten Jahr wurde er wegen revolutionärer Umtriebe festgenommen und zu vier Jahren Haft verurteilt. Nach seiner Freilassung ging er 1926 in die Sowjetunion und studierte in Leningrad an der Kommunistischen Universität der nationalen Minderheiten des Westens, wo er 1931 seinen Abschluss machte. Anschließend arbeitete er in der Redaktion einer dort erscheinenden estnischen Zeitung. Er war ab 1927 Mitglied der Kommunistischen Allunions-Partei (Bolschewiki).
Im Zuge der Stalinschen Säuberungen, die sich zum Teil gezielt gegen nationale Gruppierungen richteten, wurde er am 31. August 1937 verhaftet und am 4. November 1937 gemäß Artikel 58.1a des Strafgesetzbuches der RSFSR zum Tode verurteilt. Am 11. November 1937 wurde er in Leningrad erschossen. Eine andere Quelle gibt 1938 als Todesjahr an.
Peno Alnovo hat zu Lebzeiten nur einen Gedichtband veröffentlicht, ferner publizierte er in bescheidenem Ausmaß in Zeitschriften und Sammelbänden. In seinem Werk stützt er sich auf den Marxismus und beschreibt die estnische Gegenwart aus der Perspektive des marxistischen Klassenkampfes. Die zeitgenössische Kritik erkannte zwar gelungene Passagen, konstatierte aber auch einen „Mangel an Gefühlen und Erlebnissen“.

## Bibliografie
- Oktoobrilaulud ('Oktoberlieder'). Külvaja, Leningrad 1931. 40 S.

## Sekundärliteratur
- Eduard Päll: Eesti nõukogude kirjanduse arenemisest NSV Liidus enne 1940. aastat, in: Keel ja Kirjandus 4–5/1958, S. 193–213; 6/1958, S. 324–338.